# Ermita de Santa Maria (Biosca)
L'Ermita de Santa Maria, és una església romànica del municipi de Biosca, a la comarca del Solsonès.

## Situació
Està situada a la part superior de la vila, a la part baixa de les ruïnes del que fou el castell. Per anar-hi cal travessar l'interior del poble per la part de ponent, pujant pel carrer Pasterola. A poc més de cent metres de l'última edificació (41° 50′ 41.34″ N, 1° 21′ 28.4″ E / 41.8448167°N,1.357889°E) s'ha de girar a la dreta en direcció al cementiri. Des de la corba abans d'arribar-hi, caldrà caminar un centenar de metres fins a l'antiga església del castell, on cal extremar les precaucions per circular-hi a causa de l'estat tan ruïnós de les restes.

## Descripció

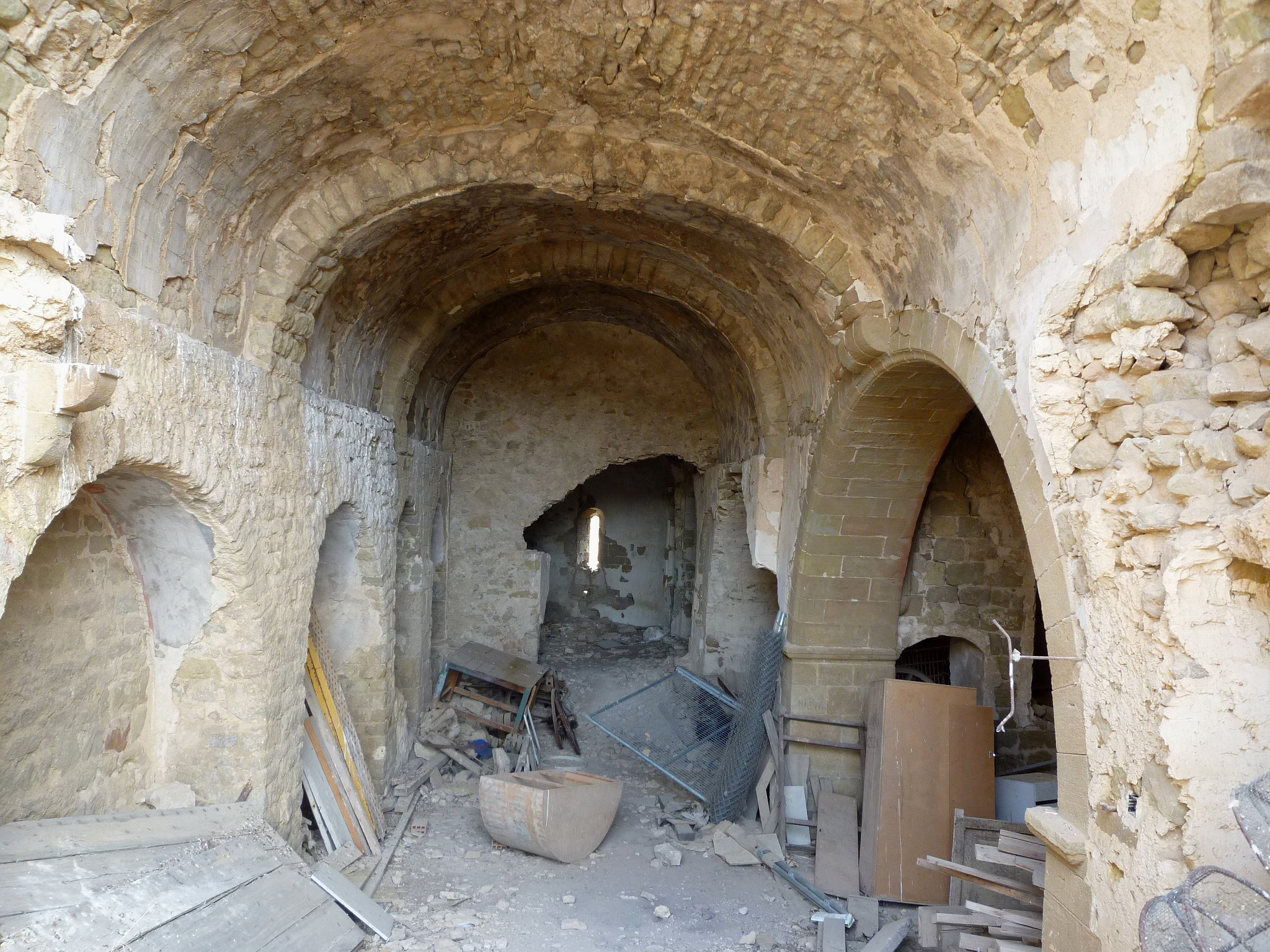
Interior de l'església

Vora el castell hi ha l'antiga capella del castell, que era dedicada a Santa Maria. És d'una sola nau, hi ha dues capelles laterals amb volta de creueria. Al mur sud, hi ha quatre capelles obertes al mur. L'absis semicircular, amb arcuacions llombardes i bell aparellat, que fou sobrealçat. Conserva la volta primitiva, probablement del segle xii. S'afegiren dues capelles gòtiques a migdia. Posteriorment fou dedicada a Sant Abdó i Sant Senén

## Notícies històriques
La primera notícia d'aquesta església és del 1093, any en què Berenguer de Brocard, castlà del lloc, va fer un llegat testamentari de dues unces per al campanar de santa Maria de Biosca. L'any 1100 l'església de Santa Maria de Biosca i altres del seu terme foren donades a l'església de Solsona per Pere de Brocard. L'any 1102 l'església fou consagrada. L'església de Santa maria de Biosca fou la parròquia de la vila fins al començament del segle xviii, època en què s'edificà una nova església parroquial al centre del poble, sota la mateixa advocació. Durant els darrers temps s'hi veneraven els sants màrtirs Abdó i Senén, segons titulars de l'església.